# Dorfkirche Winterfeld

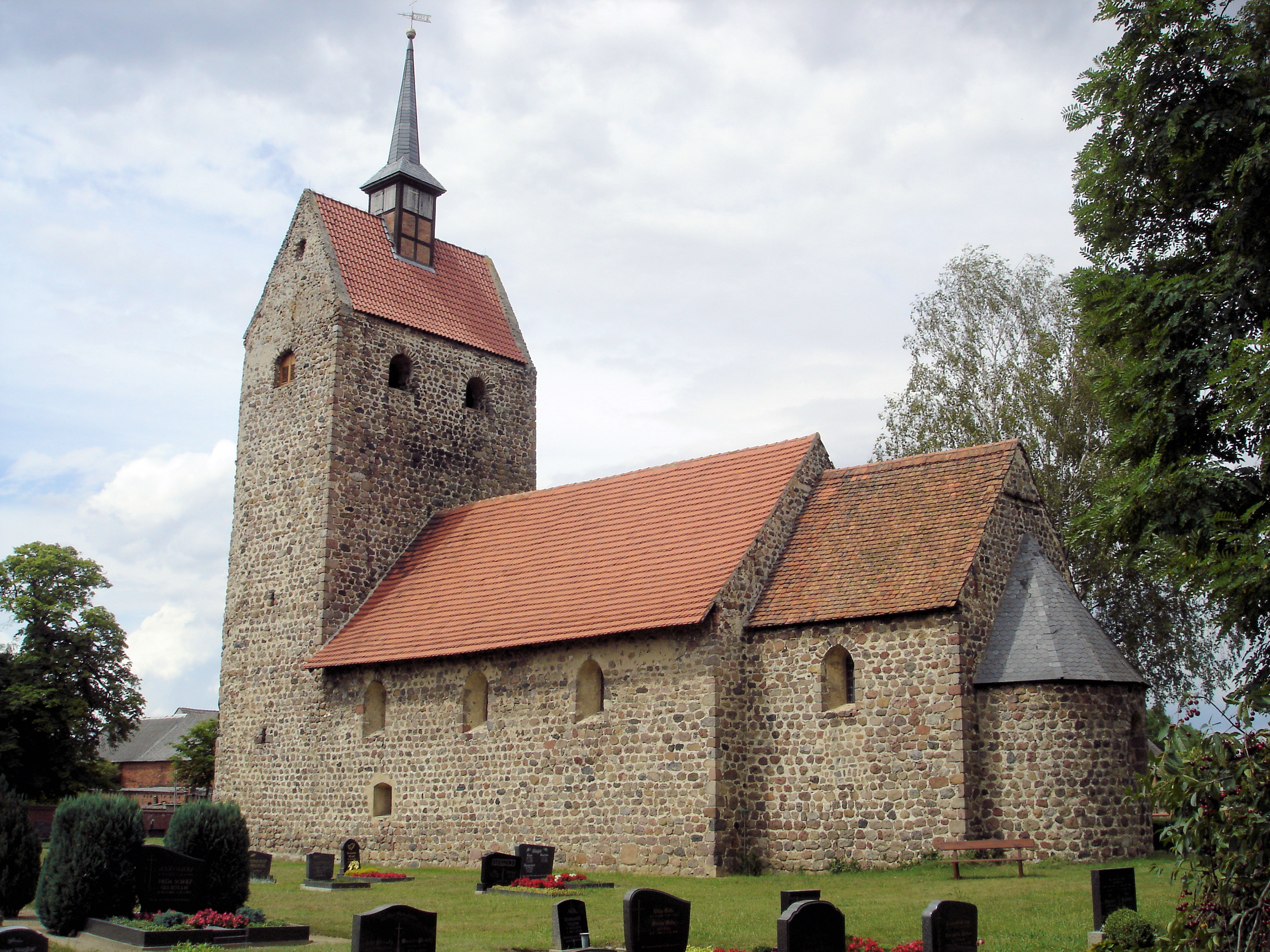
Spitzbogenfenster von 1204/1206

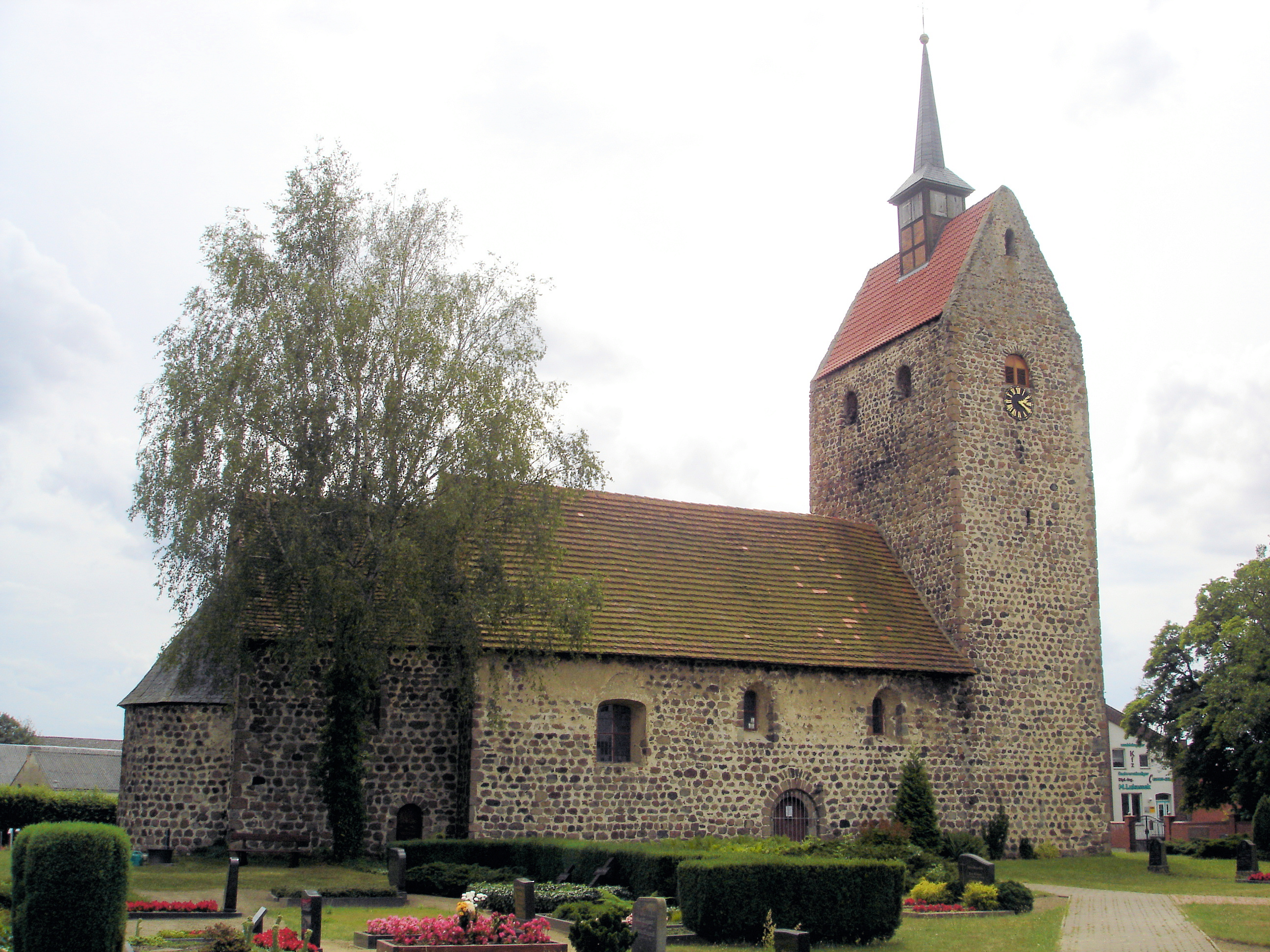
Spitzbogenfenster über ganz leicht gespitztem Nordportal

Die Dorfkirche Winterfeld ist eine evangelische Kirche im zum Flecken Apenburg-Winterfeld gehörenden Dorf Winterfeld in Sachsen-Anhalt. Die Pfarrgemeinde gehört zum Pfarrbereich Apenburg im Kirchenkreis Salzwedel der Evangelischen Kirche in Mitteldeutschland.

## Lage
Die Kirche liegt im Ortszentrum von Winterfeld auf der Ostseite der durch den Ort führenden Bundesstraße 71. Nordöstlich der Kirche liegt das Großsteingrab Winterfeld.

## Geschichte und Architektur

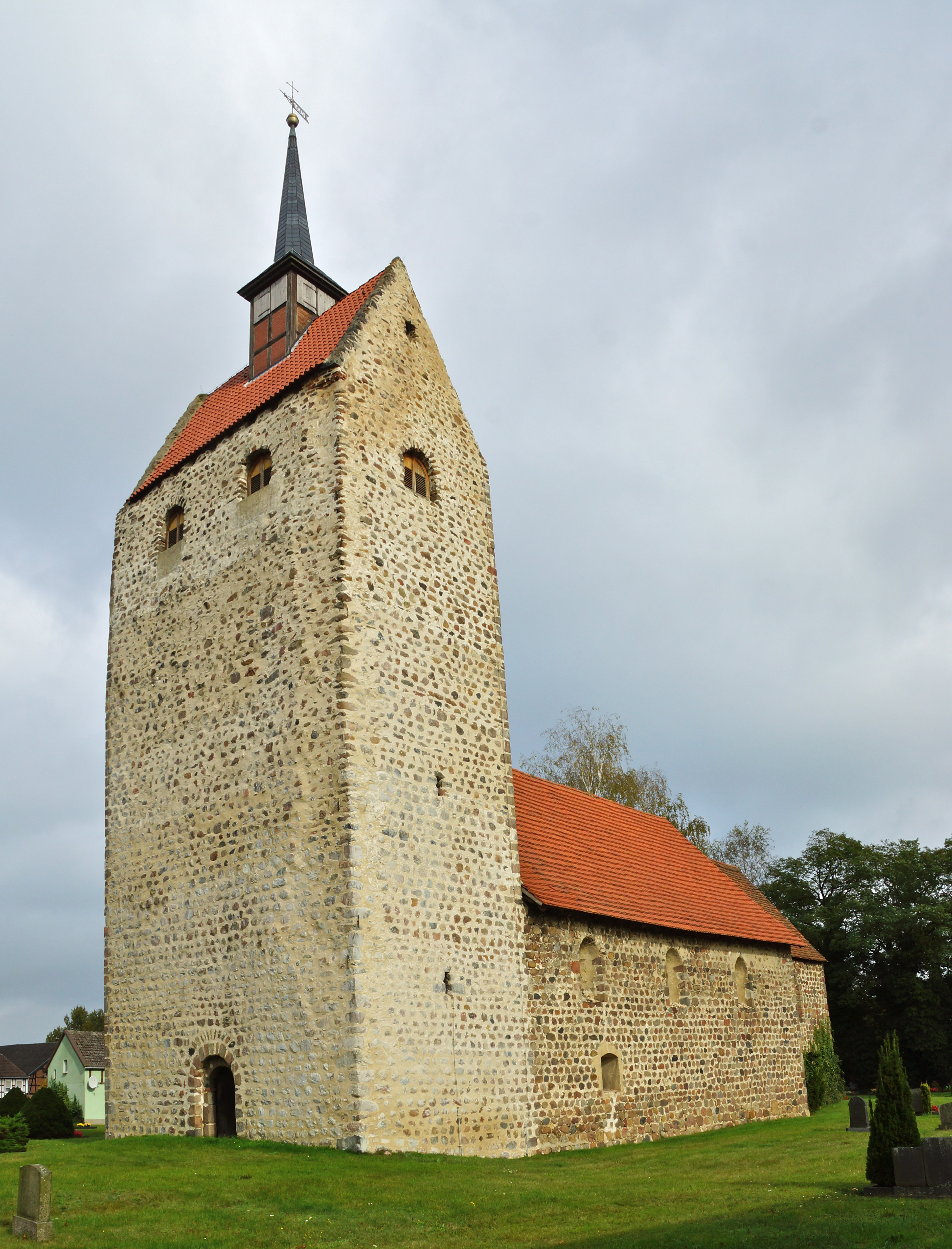
Kirche von Südwesten, rundbogige Schallluken jünger

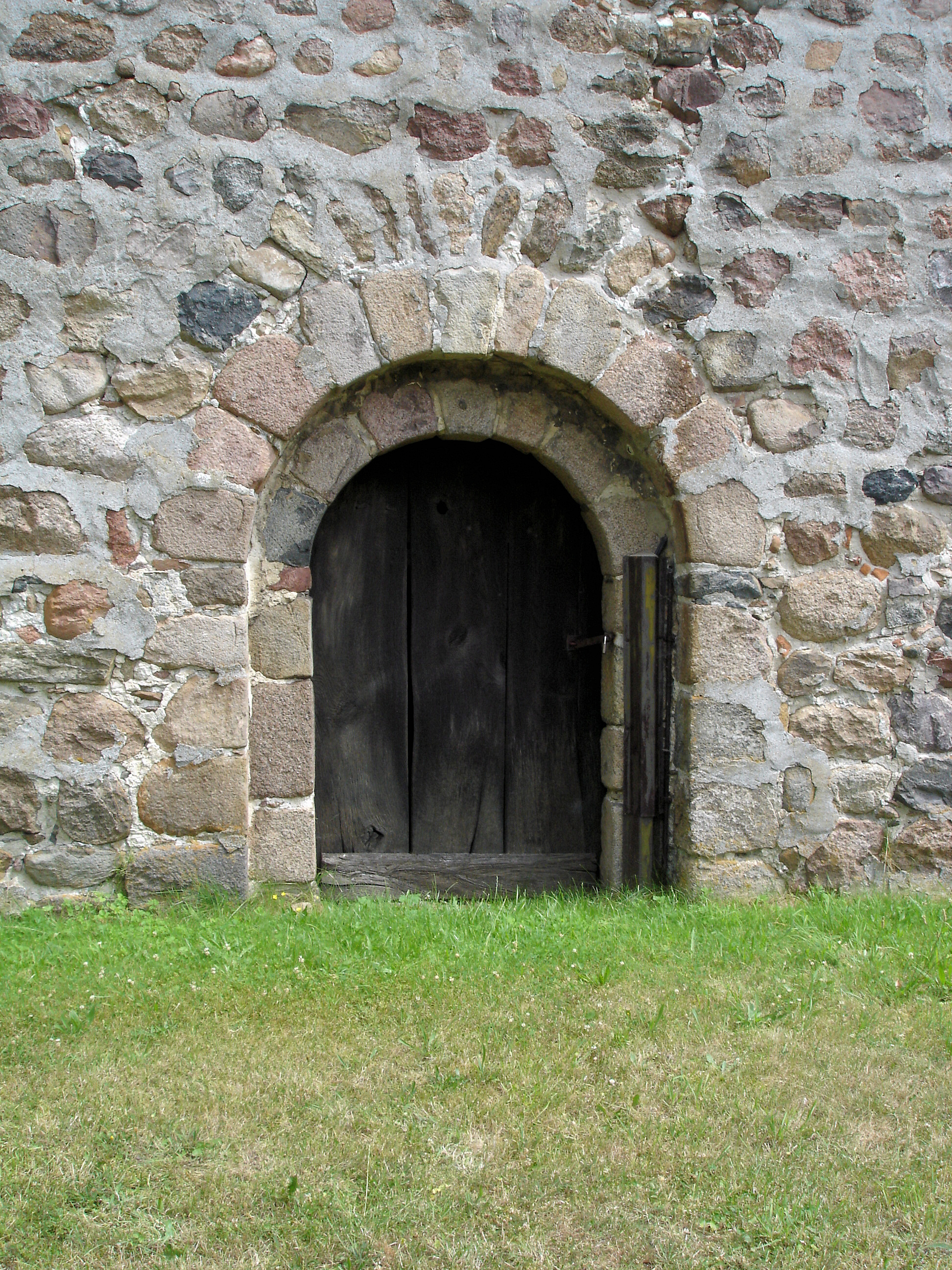
Rundbogiges Westportal

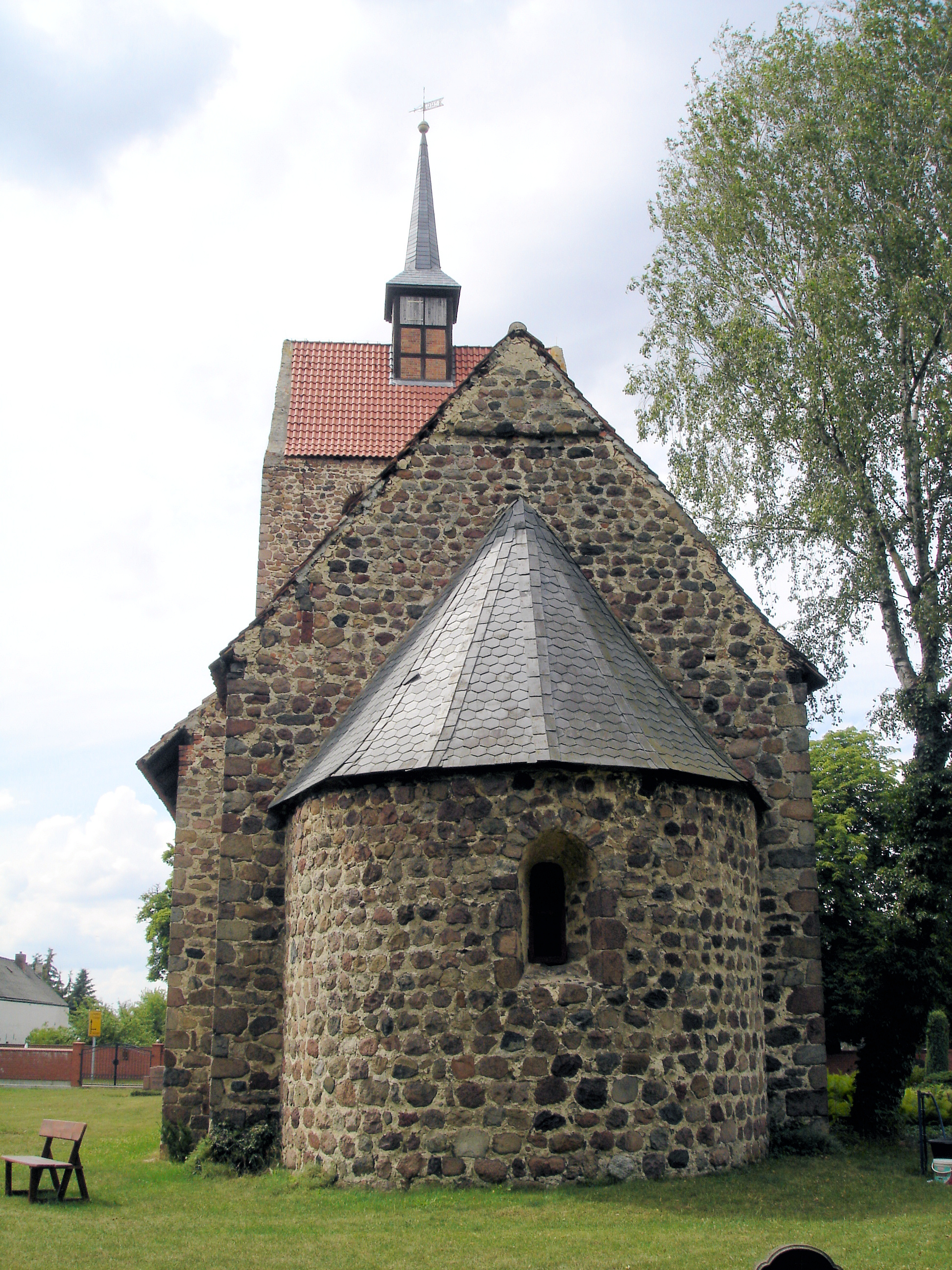
Apsis

Die aus Feldsteinen errichtete vollständige Anlage einer romanischen Dorfkirche entstand nach einer dendrochronologischen Untersuchung um das Jahr 1204. Vor dieser Untersuchung vermutete Horst Schölke als Bauzeit das Ende des 12. Jahrhunderts. Der Grundriss des in das Kirchenschiff eingezogenen Chors ist quadratisch. An ihn schließt sich auf der Ostseite eine halbrunde Apsis an. Die Fenster- und Türöffnungen sind weitgehend noch im ursprünglichen Zustand erhalten. In der nördlichen Seitenwänd des Schiffs befindet sich ein rundbogiges Stufenportal mit Spurn mittelalterlicher Türbeschläge. Die Priesterpforte an der Nordseite des Chors hat erhalten Beschläge aus romanischer Zeit. Die Kirchenfenster sind noch hoch angesetzt, aber schon als leichte Spitzbögen ausgeführt, ein Zeichen beginnender Gotik. Da der gotische Magdeburger Dombau 1204/1206 noch nicht begonnen hatte, kommen als Vorbild am ehesten die beidseits spitzbogigen östlichsten Obergadenfenster des Braunschweiger Doms in Frage.
Auf der Westseite des Schiffs befindet sich der hohe querrechteckige Kirchturm. Er hat rundbogige Schallöffnungen und auf den schmalen Seiten Lichtschlitze. Unterhalb des Glockengeschosses besteht ein kleiner Rücksprung. Bedeckt ist der Turm mit einem hohen Satteldach. Bekrönt wird der Turm von einem 1953 aufgesetzten Dachreiter. Die Giebel wurden in der Zeit der Gotik erneuert.
In Teilen des Kirchenschiffs besteht noch eine ursprüngliche Pflasterung. Das Schiff wird von einer hölzernen Flachdecke überspannt. Zum Turmuntergeschoss führt eine im ursprünglichen Zustand erhaltene Rundbogenöffnung. Die Turmhalle selbst ist hoch und mit einem Tonnengewölbe gedeckt. Der Chor hat ein Kreuzgratgewölbe. Beide Gewölbe bestehen aus Gussmauerwerk aus Feldsteinen und Mörtel, lassen daher Spuren der Schalung erkennen. Der Triumphbogen wurde nach der Reformation in den unteren Teilen verbreitert und ist daher heute ein Kleeblattbogen. Über der Apsis wölbt sich eine rundbogige Halbkuppel. Im Chor und in der Apsis wurden im Jahr 1936 Wandmalereien des 15. Jahrhunderts freigelegt und stark erneuert. Links in der Apsis findet sich die Darstellung der Gregorsmesse, rechts die Muttergottes in einer Mandorla zwischen musizierenden Engeln und in der Halbkuppel das Jüngste Gericht. Die Darstellungen im Chor zeigen vier Evangelisten und im Gewölbe Totenkreuze. An der südlichen Wand und im Apsisbogen sind Heilige dargestellt. In den Zwischenräumen und am Triumphbogen findet sich als Verzierung Rankwerk.
Die Ausstattung der Kirche stammt überwiegend aus dem 18. Jahrhundert, so ein kleiner Kanzelaltar mit Christus und Evangelisten darstellenden Brüstungsgemälden und das Gemeindegestühl. Auch die einfach gestaltete Hufeisenempore und die vergitterten Chorlogen stammen aus dieser Zeit. Die aus Zinkguss gefertigte Taufe ist im Stil der Neogotik gestaltet. Ursprünglich aus der Dorfkirche in Baars stammen zwei kleine geschnitzte Figuren. Darunter eine stehende Muttergottes aus der zweiten Hälfte des 13. Jahrhunderts. Sie ist jedoch deponiert. Darüber hinaus gibt es ein Vesperbild vom Anfang des 16. Jahrhunderts.
Im örtlichen Denkmalverzeichnis ist die Kirche unter der Erfassungsnummer 094 06063 als Baudenkmal eingetragen, ebenso im Denkmalinformationssystem Sachsen-Anhalt, das zwar zu den in der zoombaren Karte markierten Denkmälern kurze Steckbriefe anzeigt, aber noch keine Sucheingaben ermöglicht.